# USS John F. Lehman (DDG-137)
El USS John F. Lehman (DDG-137) será el 87.º destructor de la clase Arleigh Burke (Tramo III) de la Armada de los Estados Unidos. El 13 de octubre de 2020 fue anunciado por el secretario de la Armada Kenneth J. Braithwaite la designación del nombre USS John F. Lehman para el DDG-137, en honor al 65.º secretario de la Armada.

## Construcción
El 27 de septiembre de 2018 fue autorizada su construcción, a cargo del Bath Iron Works (General Dynamics) de Bath, Maine.